# Отряд 22: ZOV
«Отряд 22: ZOV» (англ. Squad 22: ZOV) — компьютерная игра 2025 года, разработанная SPN Studio и изданная Zarobana Entertainment при поддержке Вооружённых сил Российской Федерации.

## Геймплей
«Отряд 22: ZOV» — игра в жанре тактического экшена, повествующая о российско-украинской войне с точки зрения России.

## Реакция
Некоторые СМИ квалифицируют эту игру как метод военной пропаганды российского государства.
В украинском сегменте Steam эта игра была заблокирована.